# Campylotropis macrostyla
Campylotropis macrostyla es una especie de planta fanerógama  de la familia Fabaceae. 

## Descripción
Son arbustos perennifolios que se encuentran en la India, Nepal y Pakistán.

## Taxonomía
Campylotropis macrostyla fue descrito por Lindl. ex Miq. y publicado en Flora van Nederlandsch Indië 1: 230. 1855.
Sinonimia
- Crotalaria macrostyla D.Don
- Lespedeza macrostyla (D.Don) Maxim.[2]</ref>[3]